# Klaus Ranger

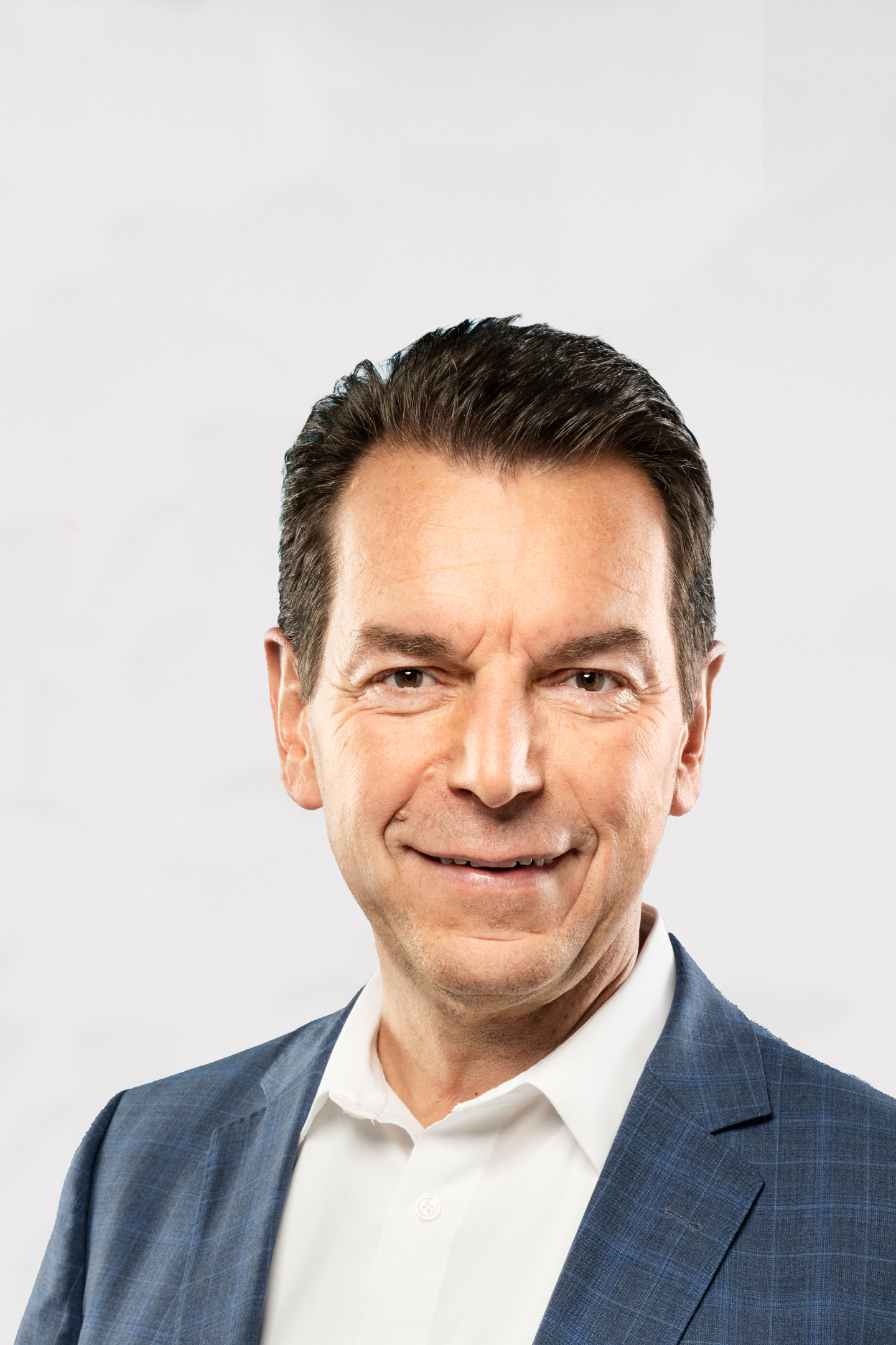
Klaus Ranger

Klaus Ranger (* 25. Februar 1961 in Obereisesheim) ist ein deutscher Politiker (SPD). Seit 2021 ist er Abgeordneter im Landtag von Baden-Württemberg.

## Leben
Ranger besuchte die Neckarsulmer Hermann-Greiner-Realschule und machte nach Schulabschluss und Grundwehrdienst eine Lehre zum Bankkaufmann bei der Kreissparkasse Heilbronn, wo er von 1978 bis 2021 beschäftigt war.
Für die SPD gehört Ranger seit 1999 dem Neckarsulmer Gemeinderat und dem Obereisesheimer Ortschaftsrat an. Wichtige politische Themen sind für ihn Wohnungsbau, Klimaschutz, Ehrenamt und der Transformationsprozess in der Automobilbranche.
Bei der Landtagswahl in Baden-Württemberg 2021 zog er über ein Zweitmandat im Landtagswahlkreis Neckarsulm für die SPD in den Landtag von Baden-Württemberg ein.

## Privates
Ranger lebt mit seiner Frau in Neckarsulm-Obereisesheim. Er ist Vorsitzender des Sportkreises Heilbronn, Vorstandsmitglied im Württembergischen Landessportbund und Vorsitzender des Vereins Jugend- und Freizeitstätte Kirche und Sport am Breitenauer See.